# Aït Yahia Moussa
 (avril 2024).
La mise en forme du texte ne suit pas les recommandations de Wikipédia : il faut le « wikifier ».
Les points d'amélioration suivants sont les cas les plus fréquents. Le détail des points à revoir est peut-être précisé sur la page de discussion.
- Les titres sont pré-formatés par le logiciel. Ils ne sont ni en capitales, ni en gras.
- Le texte ne doit pas être écrit en capitales (les noms de famille non plus), ni en gras, ni en italique, ni en « petit »…
- Le gras n'est utilisé que pour surligner le titre de l'article dans l'introduction, une seule fois.
- L'italique est rarement utilisé : mots en langue étrangère, titres d'œuvres, noms de bateaux, etc.
- Les citations ne sont pas en italique mais en corps de texte normal. Elles sont entourées par des guillemets français : « et ».
- Les listes à puces sont à éviter, des paragraphes rédigés étant largement préférés. Les tableaux sont à réserver à la présentation de données structurées (résultats, etc.).
- Les appels de note de bas de page (petits chiffres en exposant, introduits par l'outil «  Source ») sont à placer entre la fin de phrase et le point final[comme ça].
- Les liens internes (vers d'autres articles de Wikipédia) sont à choisir avec parcimonie. Créez des liens vers des articles approfondissant le sujet. Les termes génériques sans rapport avec le sujet sont à éviter, ainsi que les répétitions de liens vers un même terme.
- Les liens externes sont à placer uniquement dans une section « Liens externes », à la fin de l'article. Ces liens sont à choisir avec parcimonie suivant les règles définies. Si un lien sert de source à l'article, son insertion dans le texte est à faire par les notes de bas de page.
- La présentation des références doit suivre les conventions bibliographiques. Il est recommandé d'utiliser les modèles {{Ouvrage}}, {{Chapitre}}, {{Article}}, {{Lien web}} et/ou {{Bibliographie}}. Le mode d'édition visuel peut mettre en forme automatiquement les références.
- Insérer une infobox (cadre d'informations à droite) n'est pas obligatoire pour parachever la mise en page.

Pour une aide détaillée, merci de consulter Aide:Wikification.
Si vous pensez que ces points ont été résolus, vous pouvez retirer ce bandeau et améliorer la mise en forme d'un autre article.
Aït Yahia Moussa (en berbère : Ath Yehya Musa, en tifinagh : ⴰⵜ ⵢⴰⵃⵢⴰ ⵎⵓⵙⴰ) anciennement Oued Ksari, est une commune de la wilaya de Tizi Ouzou, dans la région de Grande Kabylie en Algérie. Elle est située  à 20 km au sud-ouest de la ville de Tizi Ouzou et à 115 km au sud-est d'Alger.

## Géographie

### Situation
La commune d'Ath Yahia Moussa est située au sud-ouest de la wilaya de Tizi-Ouzou.
| Naciria (Wilaya de Boumerdès)  | Tadmaït          | Tirmitine          |
| Timezrit (Wilaya de Boumerdès) | Aït Yahia Moussa | Tirmitine, Maâtkas |
| M'Kira                         | Draâ El Mizan    | Aïn Zaouia         |

### Localités de la commune
La commune d'Ath Yahia Moussa est composée de trente-neuf localités :
- Ait Attela
- Azib El Madjene
- Afir
- Agouni Ahcène
- Ait Abdellah
- Aït Amar Moussa
- Aït Kaci Ouamar
- Aït Moh Kaci
- Aït Moh Ou Kaci
- Aït Hellil
- Aït Houelhadj
- Ait Lazaïb
- Aït Ouacif
- Ait Oumeziane
- Aït Rahmoune
- Aït Sidi Ali
- Ait Yahia Moussa Centre
- Birrou
- Iallalène
- Iamarene
- Iazavene
- Ibouhrene
- Ighil Mohou
- Iboussaïdène
- Ighil El Bir
- Ighil Oukebli
- Ihadjamene
- Ihissitene
- Ikherbane
- Illounissene
- Imaksnene
- Ait hemouelhadj
- Imoulak
- Imoulak Iallalene
- Imenouthene
- Iremdanène
- Ihemdaouithene
- Imzoughene
- Izemourene
- Rabets
- Thala Rabets
- Thighilt Rabets
- Tafoughalt
- Tachtiouine
- Tifaou
- Tizi Guezgarene
- Tizra-Aissa
- Ait Slimane
- Cherifi
- Tassegdhelt
- Agouni Aissa
- Ait Belkacem Arab
- Tarikt
- Akham Elhadj
- Ait Salem

## Histoire
Anciennement appelé « Douar Ouled Yahia Moussa », puis « Tala Imdran », ce dernier nom est attribué aux Aṭ-Arif aussi. Les Ouled-Yahia-Moussa font partie de la confédération des Flissa-Oum-El-Lil « Iflissen Umellil » citée par les Romains, dans la guerre de Firmus contre l'empereur de Rome Maximien Hercule qui envoya le général Comte Théodose qui chassa les Kabyles vers les montagnes. On trouve le nom Quinquegentiens qui veut dire les cinq peuplades, de ces cinq peuplades on trouve l'inscription « Isaflensès » correspond à « Iflissen ». Ils ont combattu avec les Turcs, contre les Espagnols, pour la libération de Bougie et d'Oran, ainsi ils ont gardé leur indépendance jusqu'aux environs de 1767 où ils ont refusé de payer l'impôt exigé par le Dey Mohamed Othmane. En 1768, la guerre se déclencha contre les Turcs, et ces derniers sont battus à Timezrit[Lequel ?] et Ammouche et Tifaou, mettant les Turcs dans l'obligation de signer un traité de paix avec les Flissas. En 1830, ils ont pris part à la défense d'Alger, et à de sanglants combats dans la Mitidja, avec à leur tête le fameux Zamoum, Ahmed Ben Salem, le khalifa (lieutenant) installé par l'émir Adb-al-Kader, qui trouva refuge dans la forêt de Boumahni et l'Oued-Ksari. 14 ans après, le maréchal Bugeaud décide personnellement de faire soumettre les Flissas. Le 17 mai 1844, Bugeaud, venant par les Aṭ-Uarzedin, puis le mont de Sidi-Ali-Bounab, Timezrit et le Souk-El-Tlata, subit des pertes importantes infligées par les Kabyles. Le 18 mai 1844, la soumission est faite, mais elle ne sera pas définitive, les Flissas particulièrement les Aṭ Yahia Mussa, grâce à la nature du relief qui est très accidenté, et l'absence de chemins carrossables, un vrai obstacle naturel pour tous ennemis, ont participé à l'insurrection de 1857 et celle de 1871. Plus tard, avec la réalisation de la route, actuellement route nationale N25 liant la région à Draâ El Mizan, Aṭ Yahia Musa a été détaché de Bordj Menail le 12 novembre 1910 pour être rattaché à Draa El Mizan. 
Aṭ Yahia Moussa a été créé le 21 mai 1957 sous le nom de Oulad Yahia Moussa. 
Après l'indépendance, cette commune a été créée après le découpage administratif de 1971 sous la dénomination « Oued Ksari ». Un nom qu'elle a porté jusqu'à 1989 ou elle s'est reconvertie à son ancien nom Aṭ Yahia Musa (le nom a été changé à la suite d'une mobilisation de la population locale après les événements du printemps berbère pour remplacer le nom arabe de la région et lui donner son ancien nom qui est Ait Yahia Moussa qui appartenait à la tribu des Iflissen n'Udrar appelés aussi Iflissen Umellil) .

### Guerre d'Algérie
Cette région a été le théâtre de plusieurs batailles et accrochages durant la Guerre d'Algérie sous le commandement du colonel Krim Belkacem.

#### Bataille du 6 janvier 1959
La maison de Krim Belkacem se préparait pour abriter une réunion importante de coordination des responsables de l’ALN dont les colonels Amirouche (Wilaya III), M’hamed Bougara (Wilaya IV) et Si El Haouès (Wilaya VI). L’armée française a eu vent de la tenue de cette réunion et a monté une opération pour capturer les responsables de l’ALN. L’armée française a envoyé des milliers de soldats appuyés par l’artillerie et l’aviation. Une grande bataille s'est déroulée au lieu-dit Bugarfan. Le chef de bataillon français le capitaine Graziani a été tué pendant cette bataille dans un corps-à-corps. Du côté des maquisards algériens, plusieurs morts et blessés notamment à la suite de l'utilisation du napalm par l'armée française.

## Personnalités
- Krim Belkacem (Guerre d'Algérie)
- Mohammed Talah (Guerre d'Algérie)
- Hocine Chettabi (Guerre d'Algérie)
- Krim Rabah[13] (Guerre d'Algérie)
- Arezki Krim (Guerre d'Algérie)
- Amar Belkada[14] (Chanson, théâtre et poésie).
- Hocine Louni[15] (Littérature).
- Ouramdane Krim[16] (Littérature)
- Said Arab[17] (Littérature)
- Yacine Adli (Football)
- Dalila Keddache-Chikh[18] (Littérature)
- Abdenour Krim[19] (Sport)
- Hicham Krim[20] (Sport)

## Économie
Région marginalisée elle ne compte aucune entreprise aussi petite soit-elle et aucun investissement public. Mars 2016 la commune enregistrait plus de 6000 sans emploi. 

## Sport
La commune compte trois équipes de football amateur: La Jeunesse Sportive d'Aṭ Yahia Moussa, l'US Tafoughalt et l'US Iâllalen. Des équipes  pensionnaires de la division pré-honneur de la wilaya de Tizi-Wezzu.